# Cal Gasull
Cal Gasull és una obra amb elements modernistes de les Borges Blanques (Garrigues) inclosa a l'Inventari del Patrimoni Arquitectònic de Catalunya.

## Descripció
Casa de planta baixa i pis, originàriament usada com a molí de l'oli. Fou construïda per un comerciant. La façana és senzilla, de pedra vista i simètrica. La porta d'accés és gran, amb portons de fusta i flanquejada per dues finestres. Els tres elements tenen els seus homònims al primer pis on al centre hi ha un balcó. Totes les obertures són arcs de mig punt força rebaixats, de tipus rústic. La casa està coberta amb teula àrab.
L'escala interior de la casa conserva la barana de ferro i fusta original, així com una sèrie d'estucats de calç amb motius modernistes que es repeteixen al llarg de la caixa d'escala. A la banda interna de la façana, s'hi han conservat fins a tres tipus de sanefes diferents, totes elles pintades com un fresc i emulant diferents classes de marbre i motius fruiters, entre d'altres.
La casa va pertànyer a una família originària de Reus que es dedicava a la producció d'oli d'oliva, i per aquest motiu la casa conté 40 cubs d'emmagatzematge d'oli de 5 metres d'amplada per 5 metres de llargada i 2,5 metres d'alt.